# Il cielo cade
Il cielo cade è un film del 2000 diretto da Andrea e Antonio Frazzi. Il film è tratto dal romanzo autobiografico della regista Lorenza Mazzetti, pubblicato nel 1961.

## Trama
1943. Negli anni centrali della seconda guerra mondiale Penny e Baby, due sorelline toscane, rimangono orfane di entrambi i genitori. Le due vengono così prese in custodia dagli zii tedeschi Katchen e Wilhelm Einstein (cugino dello scienziato Albert), e si trasferiscono nella loro villa in Toscana. Le due bambine si adattano faticosamente alla nuova realtà: Penny, la più grande delle due, ha avuto un'educazione fortemente influenzata dalla religione cattolica e dalla propaganda fascista, mentre lo zio Wilhelm, ebreo di nascita ma ateo e libero pensatore, mal sopporta i comportamenti delle due bambine.
Pian piano, anche grazie agli sforzi di Katchen, le due bambine si integrano nella famiglia Einstein: dopo un iniziale conflitto, diventano amiche delle cugine e di alcuni bambini del posto; imparano a conoscere e amare i membri della servitù, nonché il piccolo universo di amici e intellettuali che gravitano intorno alla famiglia. Penny inizia a nutrire sincero affetto anche per lo zio Wilhelm, arrivando a preoccuparsi per la salvezza della sua anima e a temere che lui non arriverà mai ad amarla come membro effettivo della sua famiglia. Intanto la ragazzina vive tante nuove esperienze che la portano progressivamente a cambiare punto di vista sulla guerra, sul regime fascista e sulla sua stessa vita.
Dopo lo Sbarco in Sicilia il conflitto s'inasprisce e l'esercito tedesco inizia a farsi sempre più presente nella quotidianità della famiglia: Wilhelm, convinto antinazista, comincia ad aiutare segretamente gli alleati. Penny inizia pertanto a temere non solo per la salvezza dell'anima di suo zio, ma per la sua stessa sopravvivenza. Nell'estate del 1944 Wilhelm scopre che le SS stanno marciando in direzione della sua casa, e decide di nascondersi nei boschi per precauzione, convinto che la moglie e le figlie, non ebree di nascita, siano al sicuro. Questo errore si rivela fatale: dopo essersi rifiutata di rivelare dov'è nascosto Wilhelm, Katchen viene fucilata insieme alle sue figlie, mentre Penny e Baby sono costrette ad assistere impotenti al massacro. Quando le SS lasciano la casa Wilhelm fa ritorno, ma incapace di sottostare al dolore si suicida.
Mentre Penny e Baby abbandonano la casa degli zii assieme a ciò che resta della famiglia, degli amici e della servitù, giunge la notizia che la zona è stata liberata dagli alleati.

## Premi e riconoscimenti
- 2000 - David di Donatello
  - Candidatura Miglior regista esordiente a Andrea Frazzi e Antonio Frazzi
  - Candidatura Migliore attrice protagonista a Isabella Rossellini
- 2001 - Nastro d'argento
  - Candidatura Miglior regista esordiente a Andrea Frazzi e Antonio Frazzi
- 2001 - Globo d'oro
  - Miglior opera prima a Andrea Frazzi e Antonio Frazzi